# Barbara Becnel
Barbara Cottman Becnel (* 30. Mai 1950) ist eine US-amerikanische Autorin, Journalistin und Filmproduzentin.

## Leben
Barbara Becnel war eine enge Freundin und Fürsprecherin des Crips-Mitbegründers Stan Tookie Williams (einem verurteilten Mörder und ehemaligen Gangboss, der später zu einem Anti-Gang-Aktivisten und Schriftsteller wurde), und Herausgeberin von Williams’ Reihe von Kinderbüchern, in dem er sich gegen die Bandenkriminalität aussprach. Williams wurde 2005 hingerichtet. In dem Film Redemption – Früchte des Zorns aus dem Jahr 2004, welcher von Becnel mitproduziert wurde, stellte die preisgekrönte Schauspielerin Lynn Whitfield die Rolle der Becnel dar.
Becnel nahm als eine seiner Zeugen an Williams’ Hinrichtung teil. Nachdem er für tot erklärt worden war, stand sie zusammen mit zwei Freunden, der Fernsehmacherin Shirley Neal und dem Filmproduzenten Rudy Langlais, auf und schrien, dass Kalifornien nun einen Unschuldigen hingerichtet hätte. Nach der Hinrichtung sagte sie:

“We are going to prove his innocence, and when we do, we are going to show that Gov. Arnold Schwarzenegger is, in fact, himself a cold blooded murderer.”

„Wir werden seine Unschuld beweisen, und wenn wir das tun, werden wir zeigen, dass Gouverneur Arnold Schwarzenegger in der Tat selbst ein kaltblütiger Mörder ist.“

Williams bat Becnel, die Modalitäten für seine Beerdigung zu arrangieren, die in der Bethel African Methodist Episcopal Church in Los Angeles am 20. Dezember 2005 abgehalten wurde. Mehr als 3.000 Menschen nahmen an Williams’ Trauerfeier teil. Am 25. Juni 2006, einem Sonntag, verstreuten Becnel und Neal die Asche von Williams gemäß seinem Wunsch in einem See im Thokoza Park in Soweto in Südafrika. Im Februar 2009 veröffentlichten Becnel und Neal Tribute: Stanley Tookie Williams, 1953–2005, einen von ihnen gedrehten und produzierten Dokumentarfilm.
Mit der Bekanntgabe ihrer Absicht, Schwarzenegger bei den nächsten Gouverneurswahlen in Kalifornien zu besiegen, stellte sich Becnel für die Demokratische Partei zur Nominierung im Jahr 2006 auf. Sie erhielt die dritthöchste Stimmenzahl von acht Bewerbern, hinter Phil Angelides und Steve Westly. Becnel machte Geschichte, weil sie die erste schwarze weibliche Demokratin war, die zur Nominierung stand. Ihre Kampagne war bodenständig und erhielt die Aufmerksamkeit der Medien. Sie sammelte genügend Geld, um in der letzten Woche der Kampagne mit Fernseh- und Radio-Spots für ihre Kandidatur werben zu können. Becnel erreichte 66.544 Stimmen, das entsprach 2,7 % aller abgegebenen Stimmen.
Becnel prangerte öffentlich die demokratischen Gouverneurskandidaten Angelides und Westly wegen ihrer Unterstützung der Todesstrafe an. Sie ist auch offen für andere soziale Fragen, wie Umwelt- und Einwanderungspolitik. Barbara Becnels freimütige Kritik an Angelides und Westly führte dazu, dass sie zu einer Reihe von wichtigen Ereignissen der Demokratischen Partei während der allgemeinen Wahlsaison nicht eingeladen wurde. Dies, gepaart mit Differenzen über Themen wie die Todesstrafe, führte zum Verlassen der Demokratischen Partei in den ersten Wochen des Jahres 2007. Becnel trat in die Green Party of California ein, ein Ableger der Green Party (GPUs). Auf die Frage, warum sie den Grünen beigetreten sei, antwortete Becnel:

“The Green Party is right on the issues—no ifs, ands, or buts.”

„Die Green Party ist direkt bei den Themen – ohne Wenn und Aber.“

## Werke (Auswahl)
- Parents Who Help Their Children Overcome Drugs (1990), Compcare Publications; ISBN 0-89638-218-4
- The Co-Dependent Parent: Free Yourself by Freeing Your Child (1991), Harper San Francisco; ISBN 0-06-250126-7
  - Die zweite Ent-Bindung : erziehen und loslassen (1992), Patmos-Verlag, Düsseldorf, Aus dem Amerikan. übers. von Marion Schweizer, ISBN 3-491-50004-4
- Life in Prison (2001), Seastar Books; ISBN 1-58717-093-0 (Mitautorin)
- Gangs and the Abuse of Power (1997), Hazelden Publishing & Educational Services; ISBN 1-56838-130-1 (Mitautorin)
- Gangs and Drugs (1997), Hazelden Publishing & Educational Services; ISBN 1-56838-135-2 (Mitautorin)
- Gangs and Self-Esteem (1997), PowerKids Press; ISBN 0-8239-2344-4 (Mitautorin)
- Gangs and Violence (1997), Hazelden Publishing & Educational Services; ISBN 1-56838-134-4 (Mitautorin)
- Gangs and Your Friends (1997), PowerKids Press; ISBN 0-8239-2341-X (Mitautorin)
- Gangs and Your Neighborhood (1997), Hazelden Information & Educational Services; ISBN 1-56838-137-9 (Mitautorin)